# Atlas II
Atlas II je ameriška raketa  za enkratno uporabo. Spada v družina raket Atlas, ki se je razvila iz balistične rakete Atlas (ICBM). Načrtovana je bila za izstrelitev satelitov v NZO, geosinhrono transferno orbito (GTO) in geostacionarno orbito (GSO). Med letoma 1991 in 2004 je bil 63 izstrelitev, vsi od njih uspešni. Večja Atlas III se je uporabljala med letoma 2000 in 2005, Atlas V pa je še vedno v uporabi.

## Karakteristike
- Funkcija: nosilna raketa za enkratno uporabo
- Izdelovalec: Lockheed Martin
- Država: ZDA
- Status: Ni več v uporabi

- Višina: 47,54 m (156 ft)
- Premer: 3,04 m (10 ft)
- Masa: 204 300 kg (414 000 lb)
- Stopnje: 3,5
- Kapaciteta:  v NZO 6 580 kg; v GTO 2 810 kg

- Izstrelišča: SLC-36, Cape Canaveral, SLC-3 Vandenberg
- Vse izstrelitev: 63 (II: 10, IIA: 23, IIAS: 30)
- Uspešnih izstrelitev: 63 (II: 10, IIA: 23, IIAS: 30)
- Prva izstrelitev: II: 7.december 1991; IIA: 10. junij 1992; IIAS: 16. december 1993
- Zadnja izstrelitev: II: 16. marec 1998; IIA: 5.december 2002; IIAS: 31. avgust 2004
- Pomembni tovori: SOHO (Atlas IIAS); TDRS (Atlas IIA);

Dodatni potisniki (boosterji) (Atlas IIAS) - Castor 4A
- Število: 4
- Motor: 1 na trdo gorivo
- Potisk: 478,3 kN (107 530 lbf)
- Specifični impulz: 266 sekund
- Čas delovanja: 56 sekund
- Gorivo: Trdno

Dodatni potisniki (boosterji) - MA-5
- Število: 1
- Motor: 2X RS-58-OBA
- Potisk: 2 093,3 kN (470 680 lbf)
- Specifični impulz: 299 sekund
- Čas delovanja: 172 sekund
- Gorivo: (LOX/RP-1) tekoči kisik in kerozin

Prva stopnja:
- Motor: 1X RS-58-OSA
- Potisk: 386 kN (86 844 lbf)
- Specifični impulz: 326 sekund
- Čas delovanja: 283 sekund
- Gorivo: (LOX/RP-1) tekoči kisik in kerozin

Druga stopnja - Centaur
- Motor: 2X RL-10A
- Potisk: 147 kN (41 592 lbf)
- Specifični impulz: 449 sekund
- Čas delovanja: 392 sekund
- Gorivo: LH2/LOX tekoči vodik in tekoči kisik

Tretja stopnja - IABS (opcijsko)
- Motor: 1X R-4D
- Potisk: 980N (220 lbf)
- Specifični impulz: 213 sekund
- Čas delovanja: 60 sekund
- Gorivo: hipergolično (N2O4/MMH) didušikov tetroksid in hidrazin